# Teungueth Football Club
Actualités
Le Teungueth Football Club Rufisque, plus couramment abrégé en  TFC Rufisque, est un club de football sénégalais fondé en 2010 et basé dans la ville de Rufisque.

## Histoire
En 2011 le Diokoul FC ancienne nom change pour devenir le Teungueth FC afin d'être plus représentative de la vielle ville, représentant tout Rufisque.
Le Teungueth FC (TFC) un club d’envergure est aujourd’hui le club phare de la ville Rufisque (ville de trois millions d’habitants).
Le club connaît ces dernières années une ascension fulgurante avec deux montées consécutives de la nationale 1 en ligue 1 lors des deux dernières saisons (2014-2015 - 2015-2016) grâce à un projet basé sur expertise locale et la performance, et qui au-delà du fait d’avoir rénové le paysage du football sénégalais a rendu le club attractif à telle enseigne que les plus grands entraineurs nationaux ont rejoint le club à différentes étapes du projet.
Dernier né des clubs de ligue 1 sénégalais, TFC a fait montre d’un professionnalisme et d’une efficience qui le consacrent aujourd’hui par la voie de son président Babacar Ndiaye, élu Manager Sportif de l’année 2017. Il est le 3e Vice-Président de la LSFP après avoir été Président de la commission finances de cette même LSFP. Il fait ses études supérieures en France et en Californie. Son métier principal est le trading pétrolier mais la
passion du ballon l’a rattrapé en combinant les deux. Jamais dans l’histoire du football africain, un club aux portes de la quatrième division est arrivé en Ligue 1 en cinq ans,.
En 2023 le Teungueth FC a remporté tous les trophées majeurs du Sénégal à des années différentes.

## Historique
- Date de fondation : 2009
- Promu en deuxième division sénégalaise pour la saison 2013
- Promu en deuxième division sénégalaise pour la saison 2015-2016
- Promu en première division sénégalaise pour la saison 2016-2017
- Premier titre national lors de la saison 2018-2019 (Coupe du Sénégal)
- Première participation continentale lors de la saison 2020-2021 (Ligue des champions de la CAF).
- Premier titre du (Championnat du Sénégal de football) lors de la saison 2021.
- Deuxièmes titre du (Championnat du Sénégal de football) lors de la saison 2024.

## Palmarès
- Championnat du Sénégal (2)
  - Champion : 2021 et 2024
- Championnat du Sénégal de Ligue 2 (1)
  - Champion : 2016
- Coupe du Sénégal (1) :
  - Vainqueur : 2019.
- Coupe de la Ligue sénégalaise (1)
  - Vainqueur : 2022.
- Trophée des champions (1)
  - Vainqueur : 2023